# National Rugby League 1912
La New South Wales Rugby Football League de 1912 fue la quinta temporada del torneo de rugby league más importante de Australia.

## Formato
Los clubes se enfrentaron en una fase regular de todos con todos en condición de local y de visitante, el equipo mejor ubicado al terminar la fase regular se corona campeón del torneo.
Se otorgaron 2 puntos por el triunfo, 1 por el empate y ninguno por la derrota.

## Desarrollo

### Tabla de posiciones
| Pos. | Equipo                  | Encuentros | Encuentros | Encuentros | Encuentros | Tantos | Tantos | Tantos | Puntos |
| Pos. | Equipo                  | PJ         | PG         | PE         | PP         | F      | C      | Dif    | Puntos |
| ---- | ----------------------- | ---------- | ---------- | ---------- | ---------- | ------ | ------ | ------ | ------ |
| 1    | Eastern Suburbs         | 14         | 13         | 0          | 1          | 230    | 86     | +144   | 26     |
| 2    | Glebe                   | 14         | 11         | 0          | 3          | 199    | 83     | +116   | 22     |
| 3    | Newtown Jets            | 14         | 9          | 0          | 5          | 178    | 132    | +46    | 18     |
| 4    | South Sydney            | 14         | 8          | 0          | 6          | 207    | 137    | +70    | 16     |
| 5    | Balmain                 | 14         | 6          | 0          | 8          | 138    | 168    | -30    | 12     |
| 6    | North Sydney Bears      | 14         | 6          | 0          | 8          | 124    | 197    | -73    | 12     |
| 7    | Annandale               | 14         | 2          | 0          | 12         | 86     | 134    | -48    | 4      |
| 8    | Western Suburbs Magpies | 14         | 1          | 0          | 13         | 100    | 325    | -225   | 2      |

|  | Campeón. |

| Bandera de Australia    |
| Campeón Eastern Suburbs |
| Segundo título          |